# 恵侯
恵侯（けいこう、生年不詳 - 紀元前827年）は、燕の君主。在位38年。召公奭の9世の孫とされる。